# Jánosháza megállóhely
Jánosháza megállóhely egy Vas vármegyei vasúti megállóhely Jánosháza településen, a helyi önkormányzat üzemeltetésében.
A település belterületének délkeleti szélén helyezkedik el, közvetlenül a 8457-es út mellett, közúti elérését is az az út biztosítja.
A megállóhely jegypénztár nélküli, nincs jegykiadás. Területén kerékpártároló, a közelében parkoló található.

## Vasútvonalak
A megállóhelyet az alábbi vasútvonalak érintik:
- Boba–Bajánsenye-vasútvonal

## Kapcsolódó állomások
A megállóhelyhez az alábbi állomások vannak a legközelebb:
- Kemenespálfa megállóhely (Boba–Bajánsenye-vasútvonal)
- Nemeskeresztúr vasútállomás (Boba–Bajánsenye-vasútvonal)

## Forgalom
| Járat                          | Útvonal | Gyakoriság |
| ------------------------------ | --- | ---------- |
| személyvonat                   | Zalaegerszeg – Zalaszentiván – Kemendollár – Pókaszepetk – Pakod – Zalabér-Batyk – Türje – Dabronc – Ukk – Rigács – Nemeskeresztúr – Jánosháza – Kemenespálfa – Boba – Nemeskocs – Celldömölk (napi 1 tovább Szombathely felé) | 2 óránként |
| személyvonat                   | Celldömölk – Nemeskocs – Boba – Kemenespálfa – Jánosháza – Nemeskeresztúr – Rigács – Ukk – Gógánfa – Zalagyömörő – Sümeg – Sümegi Bazaltbánya (← Uzsa) – Uzsabánya alsó – Tapolca – (Raposka →) – Balatonederics – Balatongyörök – Vonyarcvashegy – Gyenesdiás – Alsógyenes – Keszthely | Napi 2 pár |
| Göcsej InterCity               | Budapest-Déli – Budapest-Kelenföld – Székesfehérvár – Várpalota – Pétfürdő – Veszprém – Ajka – Jánosháza – Ukk – Zalabér-Batyk – Zalaszentiván – Zalaegerszeg | 2 óránként |
| Citadella nemzetközi InterCity | Budapest-Déli – Budapest-Kelenföld – Székesfehérvár – Várpalota – Pétfürdő – Veszprém – Ajka – Jánosháza – Ukk – Zalabér-Batyk – Zalaszentiván – Zalaegerszeg – Zalalövő – Őriszentpéter – Hodoš (Őrihodos) – (Mačkovci (Mátyásdomb) →) Murska Sobota (Muraszombat) – Lipovci (Hársliget) – Ljutomer mesto (← Ivanjkovci) – Ormoz – Ptuj – Pragersko – Celje – Laško – (Rimske Toplice →) Zidani Most – Trbovlje – Zagorje – (Litija →) Ljubljana                                                                 | Napi 1 pár |
| Helikon InterRégió             | Győr – Győr-Gyárváros – Győrszabadhegy – Gyömöre-Tét – Szerecseny – Vaszar – Pápa – Celldömölk – Jánosháza – Sümeg – Tapolca – Balatonederics – Balatongyörök – Vonyarcvashegy – Gyenesdiás – Keszthely – Balatonszentgyörgy – Balatonberény – Balatonmáriafürdő – Balatonfenyves alsó – Balatonfenyves – Alsóbélatelep – Bélatelep – Fonyód – Lengyeltóti – Öreglak – Somogyvár – Pamuk – Osztopán – Somogyjád – Kapostüskevár – Kaposvár (hétvégén 1-2 pár tovább: – Dombóvár alsó – Sásd – Szentlőrinc – Pécs) | 2 óránként |